# Melécio e os mártires da Galácia
Melécio era o comandante militar da província da Galácia durante o reinado do imperador romano Antonino Pio (r. 138–161). Segundo a tradição cristã, ele e um grupo de homens, mulheres e crianças foram martirizados por se recusarem a sacrificar aos deuses romanos.

## Vida e obras
Segundo a lenda (uma história cheia de relatos fantásticos e intervenções milagrosas), Melécio foi preso, torturado e morto depois de provocar um distúrbio entre cristãos e pagãos em seu distrito. Seus dois tribunos, Estêvão e João, também foram mortos. Depois disso, todos os demais soldados de seu regimento se declararam cristãos, num total de 1 218 homens, e foram todos mortos juntamente com suas esposas e filhos. Segundo a fonte, o número de pessoas pode ter chegado a 11 000. 
O nome de alguns deles foi preservado nas tradições:
- Teodoro e Fausto foram queimados vivos juntamente com muitos outros;
- Entre os familiares mortos estavam Marciana, Susana, Paládia e as crianças Ciríaco e Cristiano.
- Entre os soldados e tribunos estavam Fausto, Festo, Marcelo, Teodoro, Melécio, Sérgio, Marcelino, Félix, Fotino, Teodorisco, Mercúrio e Dídimo.